# Produkcija (ekonomija)
Produkcija je proces kombiniranja različnih materialnih in nematerialnih inputov (načrti, znanje) z namenom ustvariti nekaj za potrošnjo (output). Dejanje ustvarjanja outputa, dobrine ali storitve ima vrednost in prispeva h koristi posameznikov. Področje ekonomije, ki se osredotoča na produkcijo se imenuje teorija produkcije in je povezana s teorijo potrošnje (ali potrošnika) v ekonomiji.
Produkcijski proces in output neposredno izhajata iz produktivne uporabe originalnih inputov (ali proizvodnih dejavnikov). Temeljni tri proizvodni dejavniki so zemlja, delo in kapital. Ti primarni inputi se v output procesu ne spremenijo bistveno in tudi ne postanejo sestavni del produkta. V klasični ekonomiji so materiali in energija sekundarni proizvodni dejavniki, saj so stranski proizvodi zemlje, dela in kapitala.

## Ekonomija produkcije
Pri produkciji predpostavljamo, da je maksimizacija dobička glavni cilj producenta. Razlika med vrednostjo produkcije (vrednostjo outputa) in stroški (povezanimi s proizvodnimi dejavniki) je dobiček. Ključni elementi, ki vplivajo na ekonomijo produkcije, so učinkovitost, tehnološke spremembe itd.
Produkcijska funkcija na kratek rok predpostavlja, da je vsaj en proizvodni dejavnik fiksen (njegove količine ni možno spreminjati). Produkcijska funkcija povezuje količino proizvodnih dejavnikov s količino outputa. Produkcijo in produktivnost lahko merimo s tremi merami: s celotnim outputom, povprečnim outputom (output na enoto dela ali kapitala) ali mejnim produktom (sprememba v outputu iz naslova povečanja števila delavcev ali števila strojev v produkciji).
Razumevanje rezultatov produkcije omogočajo objektivne funkcije, ki jih oblikujemo glede na cilje različnih interesnih skupin. Pri formulaciji objektivnih funkcij je treba opredeliti spremenljivke, ki naj bodo minimizirane ali maksimizirane. Najbolj znani cilje je maksimizacija dobička, ki izhaja iz lastnikovega interesa.